# تور استادیومی اعتبار تیلور سوئیفت
تور استادیومی اعتبار تیلور سوئیفت (به انگلیسی: Taylor Swift's Reputation Stadium Tour) پنجمین تور کنسرت توسط تیلور سوئیفت، خواننده-ترانه‌سرا آمریکایی، در حمایت از ششمین آلبوم استودیوی خود، آبرو (۲۰۱۷) است. این تور از تاریخ ۸ مه ۲۰۱۸ در گلندیل شروع شد و در ۲۱ نوامبر ۲۰۱۸ در توکیو به پایان رسید و شامل ۵۳ کنسرت است. این تور ۲٫۵۵ میلیون شرکت کننده داشت و ۳۴۵٫۷ میلیون دلار درآمد کسب کرد و به عنوان موفق‌ترین تور سوئیفت تا به امروز، سومین تور کنسرت زن با درآمد بیشتر در تمام دورانها و بالاترین درآمد تور کنسرت در ایالات متحده و آمریکای شمالی شناخته شد. اجراهای حمایت‌کننده برای تور چارلی ایکس‌سی‌ایکس و کامیلا کابیو هستند.

## لیست ترانه‌ها
این فهرست مجموعه‌ای از کنسرت در تاریخ ۸ مه ۲۰۱۸ در گلندیل، آریزونا است. در نظر گرفته نشده‌است که تمام نمایش‌های تور را نشان دهد.
1. «... آماده‌ای؟»
2. «من کار بدی کردم»
3. «جذاب»
4. «استایل» / «داستان عشق» / «تو مال منی»
5. «نگاه کن مجبورم کردی چیکار کنم»
6. «پایان بازی»
7. «پادشاه قلبم»
8. «ظریف»
9. «از ذهنم پاکش کنم» (همراه با کامیلا کابیو و چارلی ایکس‌سی‌ایکس)
10. «رقص با دستان گره‌خورده»
11. «آهنگ سورپرایز»
12. «فضای خالی»
13. «لباس»
14. «کینه» / «باید نه می‌گفتی»
15. «من را سرزنش نکن»
16. «زنده باد» / «روز عید»
17. «ماشین فرار»
18. «هرچه دوست داری صدایش کن»
19. «ما هرگز به یکدیگر بازنمی‌گردیم» / «برای این است که نمی‌توانیم چیزهای خوب داشته باشیم»

## فهرست پخش گردآوری‌شده
فهرست آهنگ‌های غافلگیر کننده تور استادیومی اعتبار (به انگلیسی: Reputation Stadium Tour Surprise Song Playlist) دومین آلبوم گردآوری‌شده توسط خواننده-ترانه‌سرای اهل ایالات متحده آمریکا تیلور سوئیفت است. این آلبوم در ۳۰ نوامبر ۲۰۱۸ منحصراً برای اسپاتیفای و اپل موزیک منتشر شد.